# آرسی-له-پونسارت
آرسی-له-پونسارت (به فرانسوی: Arcis-le-Ponsart) یک کمون در فرانسه است که در canton of Fismes واقع شده‌است. آرسی-له-پونسارت ۱۵٫۴۳ کیلومتر مربع مساحت دارد.